# Эванс, Том
Томас «Том» Эванс (5 июня 1947, Ливерпуль — 19 ноября 1983, Большой Лондон) — британский музыкант, наиболее известный своей работой в качестве басиста группы Badfinger. Он написал песню «Maybe Tomorrow» и стал соавтором «Without You». Эванс исполнил ведущий вокал в песне «Come and Get It».

## The Iveys
В июле 1967 года The Iveys (Пит Хэм, Рон Гриффитс, Майк Гиббинс и Дэйв Дженкинс) отправились в Ливерпуль по предложению своего менеджера Билла Коллинза, чтобы найти замену Дэйву Дженкинсу, их ритм-гитаристу и фронтмену. Они обнаружили, что Томми Эванс поет с ними в Calderstones, и пригласили его в Лондон на прослушивание в группу. В конце концов он согласился и присоединился к Iveys в августе 1967 года. Его первый концерт с the Iveys состоялся 20 августа 1967 года в Starlite Ballroom в Кроули.
23 июля 1968 года The Iveys подписали контракт с лейблом Apple Records The Beatles. Их дебютным мировым синглом стала композиция «Maybe Tomorrow» Тома Эванса, написанная для его девушки из Ливерпуля Лесли Сэндтон, с которой он встречался, когда был участником The Calderstones. 15 ноября 1968 года «Maybe Tomorrow» с песней Эванса/Хэма «And Her Daddy’s a Millionaire» была выпущена в Великобритании на лейбле Apple. Дата релиза в США — 27 января 1969 года (Apple 1803), и песня достигла 51-й строчки в чарте Cash Box и 67-й строчки в чарте Billboard. В Нидерландах он достиг 1-го места. Он также был очень успешным по всей Европе и в Японии. В июле 1969 года это привело к выпуску альбома The Iveys Maybe Tomorrow, который был выпущен только в тех странах, где сингл занимал высокие позиции в чартах. Альбом был выпущен только в Японии, Италии и Германии. Альбом содержал следующие композиции Тома Эванса: «Beautiful and Blue», «Fisherman», «Maybe Tomorrow» и «Angelique».
Одной из попыток выпустить сингл-продолжение «Maybe Tomorrow» была другая композиция Тома Эванса под названием «Storm in a Teacup», но она была отклонена и в итоге была использована в рекламном EP Apple для Wall’s Ice Cream в июле 1969 года.

## Badfinger
В ноябре 1969 года The Iveys сменили название на Badfinger, и Пол Маккартни из The Beatles дал группе толчок, предложив им свою песню «Come and Get It», которую он спродюсировал для группы. Она стала саундтреком к фильму «Волшебный христианин», в котором снялись Ринго Старр и Питер Селлерс. Эванс был выбран Маккартни для исполнения главной роли в этом треке. Он вошел в Топ-10 по всему миру. На би-сайде «Rock of All Ages», написанной Эвансом в соавторстве с Питом Хэмом и Майком Гиббинсом, главную роль исполняет Том Эванс. Пол Маккартни также спродюсировал этот трек и даже спел скретч-вокал с Эвансом на базовом треке. Третья волшебная христианская песня, «Carry On Till Tomorrow», была написана Эвансом и Хэмом в соавторстве.
После ухода оригинального басиста Рона Гриффитса группа безуспешно искала замену, и с приходом ливерпульского гитариста Джоуи Молланда Эванс, который ранее играл на гитаре, переключился на бас и таким образом стабилизировал классический состав Хэма, Эванса, Гиббинса и Молланда.
Badfinger добился более серьёзных успехов в начале 1970-х годов с такими синглами, как «No Matter What», «Day After Day» и «Baby Blue». В каждом из них звучал вокал Эванса; фоновая гармония и двойное соло. Вершиной карьеры Эванса стала его композиция «Without You», написанная в соавторстве с коллегой по группе Питом Хэмом. Песня стала хитом № 1 во всем мире для Гарри Нильссона и с тех пор стала стандартом в музыкальной индустрии.
Badfinger распались после самоубийства Хэма в 1975 году, после чего Эванс присоединился к группе под названием the Dodgers вместе с коллегой по группе Badfinger Бобом Джексоном. The Dodgers выпустили три сингла, спродюсированных Маффом Уинвудом, и совершили турне по Великобритании, прежде чем записать альбом Love on the Rebound с продюсером Пэтом Мораном. В конце концов Эванса попросили покинуть группу в середине сессий звукозаписи, и он ненадолго ушел из музыкальной индустрии.
Эванс вновь появился в 1977 году, чтобы присоединиться к Джоуи Молланду для записи двух альбомов Badfinger «comeback». Первым синглом из двух с первого альбома Airwaves была композиция Эванса — «Lost Inside Your Love», но она не попала в чарты после своего выхода в марте 1979 года. Второй альбом, Say No More, породил сингл Эванса и Тансина «Hold On», который достиг 56-й строчки в чарте Billboard в 1981 году. После выхода этого второго альбома пути Эванса и Молланда разошлись, и они объединили конкурирующие группы Badfinger, гастролирующие по США.
В 1982 году Джексон присоединился к Эвансу в его версии «Badfinger». Оригинальный барабанщик Badfinger Майк Гиббинс также был приглашен в группу Эванса на один тур. Но после того, как Эванс и Джексон подписали отдельные контракты на управление с бизнесменом из Милуоки, трио Эванса, Гиббинса и Джексона заявило, что они оказались в затруднительном положении в США без дат гастролей, еды или денег и под сильным давлением физических угроз. После возвращения в Великобританию Эвансу предъявили иск о возмещении ущерба в размере 5 миллионов долларов за расторжение его гастрольного контракта.

## Личная жизнь и смерть
Эванс был женат на Марианне Эванс, и у них родился сын Стивен.
Эванс повесился в своем саду 19 ноября 1983 года в возрасте 36 лет. Накануне вечером он вступил в спор с бывшим коллегой по группе Джоуи Молландом из-за гонорара за песню «Without You». В 1993 году сборник записей, сделанных в начале 1980-х Эвансом и его другом-музыкантом Родом Роучем, был посмертно выпущен в Великобритании на лейбле Gipsy Records под названием Over You (The Final Tracks).

## Дискография
- Maybe Tomorrow (1969 «The Iveys», Apple Records)
- Magic Christian Music (1970, Apple Records)
- No Dice (1970, Apple Records)
- Straight Up (1971, Apple Records)
- Ass (1973, Apple Records)
- Badfinger (1974, Warner Brothers Records)
- Wish You Were Here (1974, Warner Brothers Records)
- Airwaves (1979, Elektra Records)
- Say No More (1981, Radio Records)
- Over You: The Final Tracks (1993 в роли «Тома Эванса с Родом Роучем», Gipsy Records)
- Head First (2000, Snapper Music)
- 94 Baker Street (5 треков от «The Iveys») (2003, RPM Records)
- An Apple a Day (4 трека от «The Iveys») (2006, RPM Records)
- Treacle Toffee World (2 трека от The Iveys) (2008, RPM Records)

Также появился в качестве приглашенного артиста на:
- The Concert for Bangladesh (Альбом)
- All Things Must Pass by George Harrison (Альбом)
- «It Don’t Come Easy» by Ringo Starr (Сингл)
- Imagine by John Lennon (Альбом)